# ياسمين نصر الجويلي
ياسمين نصر الجويلي (ولدت في 16 نوفمبر 2001) هي لاعبة كاراتيه مصرية. حصلت على إحدى الميداليات البرونزية في منافسات وزن 50 كيلوغرام في بطولة العالم للكاراتيه 2021 التي أقيمت في دبي، الإمارات العربية المتحدة.
وفي عام 2018، فازت بالميدالية الذهبية في منافسات وزن 53 كلغ للناشئات في دورة الألعاب الأولمبية الصيفية للشباب التي أقيمت في بوينس آيرس، الأرجنتين. وفي عام 2021، فازت بالميدالية الذهبية في منافسات وزن 50 كلغ في ألعاب البحر الأبيض المتوسط للكاراتيه التي أقيمت في ليماسول بقبرص. وفازت بالميدالية الفضية في حدثها في البطولة الإفريقية للكاراتيه 2021 التي أقيمت في القاهرة، مصر.

## الإنجازات
| العام | الألعاب                     | المكان                        | الترتيب | المنافسات        |
| ----- | --------------------------- | ----------------------------- | ------- | ---------------- |
| 2021  | بطولة العالم للكاراتيه      | دبى، الإمارات العربية المتحدة | الثالثة | الكوميتيه 50 كلغ |
| 2021  | البطولة الإفريقية للكاراتيه | القاهرة، مصر                  | الثانية | الكوميتيه 50 كلغ |

## وصلات خارجية
- ياسمين نصر الجويلي على موقع أوليمبيديا (الإنجليزية)